# غريدي ألدرمان
غريدي ألدرمان (بالإنجليزية: Grady Alderman)‏ هو لاعب كرة قدم أمريكية أمريكي، ولد في 10 ديسمبر 1938 في ديترويت في الولايات المتحدة، وتوفي في 5 أبريل 2018 في Evergreen, Colorado ‏ في الولايات المتحدة.

## وصلات خارجية
- غريدي ألدرمان على موقع مرجع كرة القدم المحترفة.كوم (الإنجليزية)